# William Forbes Skene
William Forbes Skene, född 7 juni 1809 nära Aberdeen, död 29 augusti 1892 i Edinburgh, var en skotsk historiker och antikvarie. Han var son till sir Walter Scotts vän, den vittre godsägaren James Skene (1775-1864). 
Skene innehade 1832–1865 ett par underordnade ämbetsposter i Edinburgh, men ägnade sig redan i unga år främst åt studiet av keltiska språk och skotsk fornhistoria. Han blev 1872 hedersdoktor vid Edinburghs och Oxfords universitet samt utnämndes 1881 till Skottlands rikshistoriograf. 
Skenes The Highlanders of Scotland, their Origin, History and Antiquities (1837) var banbrytande på sitt område. Efter att ha kritiskt utgett flera skotska medeltidskrönikor och publicerat åtskilliga smärre historiska essäer samlade han resultaten av sin forskning i Celtic Scotland, a History of Ancient Alban (tre band, 1876–1880), i vilket han går igenom det fragmentariska och ytterst svårbehandlade materialet och ur detta får fram den första samlade bilden av Skottlands äldsta historia, dess etnologi, äldsta kyrkliga och andra kulturförhållanden samt av land och folk.